# Centre for Contemporary Cultural Studies
Centre for Contemporary Cultural Studies (w skrócie CCCS, w dosłownym tłumaczeniu Ośrodek Współczesnych Badań nad Kulturą, znany też jako (kulturoznawcza) szkoła Birmingham lub brytyjska szkoła kulturoznawcza) – kulturoznawcze centrum badawcze na Uniwersytecie w Birmingham (Anglia) funkcjonujące w latach 1964–2002.
Centrum założone zostało w 1964 roku przez Richarda Hoggarta, który był jego pierwszym dyrektorem (pierwotnie była to część wydziału anglistyki a kulturoznawstwo stało się nowym przedmiotem studiów). Funkcję zastępcy pełnił Stuart Hall – został on dyrektorem, gdy Richard Hoggart odszedł do pracy w UNESCO.
Ośrodek był jednym z najważniejszych miejsc w rozwoju kulturoznawstwa. Okres kiedy Hall był dyrektorem (do 1979 roku) był najbardziej twórczym czasem dla centrum. Centrum szybko wyrobiło sobie markę dzięki serii Stencilled Occasional Papers, wydawało też własne czasopismo Working Papers in Cultural Studies.
W Centrum poświęcano dużo uwagi m.in. kulturze młodzieżowej, kulturze popularnej, medioznawstwu, subkulturom i polityce kulturalnej. Teoretycy centrum skłaniali się ku podejściu interdyscyplinarnemu. W latach 70. centrum prowadziło badania w kontekście marksistowskiej teorii Gramsciego, która podkreśla rolę kultury w oporze i hegemonicznej dominacji. Powstało wiele prac zbiorowych. Postawa marksistowska została skrytykowana przez feministki z centrum w publikacji Women Take Issue (1978). Innymi ujmowanymi zagadnieniami były: ideologia, teoria rodzaju (Gender), krytyczna teoria rasy. Stosowano też tradycyjne metodologie socjologii i etnografii. Teoretycy szkoły z Birmingham (tacy jak Stuart Hall, który rozwinął model kodowania-dekodowania) podkreślali dwustronność wykorzytywania tekstów kultury kwestionując podział na „producentów” i „konsumentów” jaki uwidocznił się w teorii kultury na przykład Theodora Adorno i szkoły frankfurckiej. W centrum badano reprezentacje różnych grup w mediach masowych i oceniano skutki i interpretacje tych reprezentacji po stronie odbiorców.
W 1979 roku Halla zastąpił jego wicedyrektor Richard Johnson. Z czasem centrum przyjęło nazwę Department of Cultural Studies (Wydział Nauk o Kulturze). W latach 80. ośrodek nadal publikował – wydawał m.in. czasopismo Cultural Studies from Birmingham. Względne pomijanie problemu rasy zostało skrytykowane w The Empire Strikes Back (1982). Metodę, którą przywiązywała większą wagę do historii wprowadził Richard Johnson w pracy Making Histories (1982) – Johnson zachęcał do badań nad historią społeczną i kulturową. Birmingham straciło jednak w latach 80. swoją pozycję, gdyż inne ośrodki na świecie zaczęły prowadzić podobne badania nad kulturą. Idee wypracowane przez ośrodek dziś są już tylko częścią szerokiego dorobku kulturoznawstwa.
Jednak autorzy związani kiedyś z centrum pozostali na najbardziej prestiżowych i wpływowych stanowiskach akademickich związanych z kulturoznawstwem. Z centrum związani byli m.in. Stuart Hall, Paul Willis, Dick Heddige, Angela McRobbie, Iain Chambers i Paul Gilroy.
W roku 2002 przeprowadzono restrukturyzację na Uniwersytecie w Birmingham w wyniku czego centrum zostało zamknięte. Z czternastu pracowników centrum pozostawiono tylko czterech a setki studentów (wielu z zagranicy) przeniesiono do innych wydziałów. Tuż przed zamknięciem wydział przodował w rankingu Guardiana uczelnianych wydziałów socjologii. Kontrowersyjna decyzja o zamknięciu centrum przez Uniwersytet spotkała się z licznymi protestami na całym świecie. Pojawiły się opinie, że wydział został (z pewnym opóźnieniem) ukarany za polityczny, lewicowy radykalizm, który doprowadził do przewlekłego konfliktu z administracją uczelni w okresie pomiędzy latami 60. i 80.
Gdy likwidowano centrum z Birmingham w 2002 roku intelektualny środek ciężkości kulturoznawstwa dawno przeniósł się już jednak do innych uniwersytetów m.in. do Open University, gdzie Stuart Hall pracował przez kolejne 20 lat, oraz do Goldsmiths College na Uniwersytecie w Londynie (gdzie przez kolejne lata pracował Richard Hoggart), a także do University of East London i wielu instytutów w Stanach Zjednoczonych i Australii.

## Tłumaczenia prac na język polski
Kultura i hegemonia. Antologia tekstów szkoły z Birmingham, wybór i redakcja M. Wróblewski, Toruń 2012, Wydawnictwo Naukowe UMK.